# Autoimmunologiczne zapalenie wątroby
Autoimmunologiczne zapalenie wątroby (AZW), (ang. Autoimmune hepatitis (AIH)) – choroba autoimmunologiczna polegająca na przewlekłym, postępującym procesie martwiczo-zapalnym wątroby o nieznanej etiologii. Dotyczy głównie okolicy okołowrotnej zrazika. Cechuje się obecnością autoprzeciwciał, podwyższonym poziomem immunoglobulin G i stosunkowo dobrą odpowiedzią na leczenie immunosupresyjne.

## Historia
Po raz pierwszy o chorobie wzmiankował Waldenstrom w 1950 roku. Opisał on zapalenie wątroby u młodych kobiet, charakteryzujące się zwiększonym stężeniem γ-globulin we krwi. 6 lat później, w 1956 roku, Mackay wprowadził termin toczniowe zapalenie wątroby (lupoid hepatitis) na określenie schorzenia wątroby związanego z obecnością przeciwciał przeciwjądrowych (dziś to klasyczna postać autoimmunologicznego zapalenia wątroby). W 1967 roku wprowadzono nazwę autoimmunologiczne przewlekłe aktywne zapalenie wątroby (autoimmune chronic active hepatitis). Od 1992 roku obowiązuje nazwa autoimmunologiczne zapalenie wątroby wprowadzone przez International Autoimmune Hepatitis Group. Usunięto określenie przewlekłe – gdyż już sam termin "autoimmunologiczne" sugeruje długotrwałość procesu, oraz określenie aktywne – gdyż choroba może samoistnie przechodzić w stan remisji.

## Epidemiologia
Zapadalność: 0,1-1,9/100 000/rok (w Europie i Ameryce Północnej)

Do zachorowania może dojść w każdym wieku, jednak najczęściej dotyka osoby między 40. a 60. rokiem życia, a także dzieci w okresie pokwitania.

Kobiety chorują 4 razy częściej niż mężczyźni.

## Etiopatogeneza
Choroba ma podłoże autoimmunologiczne. W jej przebiegu dochodzi do tworzenia różnych autoprzeciwciał skierowanych przeciwko komórkom wątroby. Przy udziale limfocytów Th autoprzeciwciała rozpoznają antygeny (prawdopodobnie asialoglikoproteinowe) komórek własnego organizmu. W efekcie zachodzącej reakcji immunologicznej limfocyty produkują interleukiny aktywujące limfocyty B, odpowiedzialne za produkcję swoistych przeciwciał, a także pobudzające makrofagi. Końcowym wynikiem reakcji jest uszkodzenie hepatocytu.

Nie wiadomo co jest czynnikiem wyzwalającym reakcję. Przypuszcza się, że u osób predysponowanych genetycznie, bodźcem wyzwalającym może być czynnik środowiskowy, np. wirus, bakteria, lek lub inny związek chemiczny. Efektem reakcji jest przewlekły proces martwiczo-zapalny, który prowadzi do zwłóknienia i ostatecznie do marskości wątroby.

### Typy autoprzeciwciał w AZW
- przeciwciała przeciwjądrowe (ANA)
- przeciwciała przeciwko mięśniom gładkim (SMA)
- wątrobowo-nerkowe przeciwciała przeciwmikrosomalne (anty-LKM-1)
- przeciwciała przeciwko rozpuszczalnym antygenom wątroby (anty-SLA)
- przeciwciała reagujące z antygenami wątroby i trzustki (LP)
- przeciwciała przeciwko wątrobowo specyficznym antygenom błonowym (anty-LSP)
- przeciwciała przeciwko receptorowi asialoglikoproteinowemu (anty-ASGPR)
- przeciwciała przeciwko dehydrogenazie alkoholowej (ADH) – u dzieci

## Objawy
Choroba może przebiegać w sposób zupełnie bezobjawowy. W niektórych przypadkach przypomina ostre lub przewlekłe zapalenie wątroby. Rzadko ma przebieg piorunujący.

Do objawów występujących w AZW mogą należeć:
- znużenie
- żółtaczka
- objawy endokrynopatii
- objawy marskości

Przebieg choroby zależy od wieku pacjenta w którym doszło do zachorowania. U dzieci i osób młodych choroba przebiega bardzo agresywnie i jest oporna na leczenie. Natomiast u osób starszych przebieg jest zdecydowanie łagodniejszy.
Autoimmunologiczne zapalenie wątroby często współwystępuje z innymi chorobami autoimmunologicznymi takimi jak:
- choroba Hashimoto
- choroba Gravesa-Basedowa
- cukrzyca typu 1
- niedokrwistość hemolityczna
- małopłytkowość samoistna
- reumatoidalne zapalenie stawów
- Zespół Sjögrena
- zespół CREST
- wrzodziejące zapalenie jelita grubego
- choroba Leśniowskiego-Crohna
- toczeń rumieniowaty układowy
- celiakia
- bielactwo
- zapalenie kłębków nerkowych
- zapalenie osierdzia
- zwłóknienie płuc
- zespół Guillaina-Barrégo
- liszaj płaski
- krioglobulinemia

## Rozpoznanie

### Kryteria International Autoimmune Hepatitis Group
| Cecha                                | Kryteria rozpoznania pewnego                                                                                         | Kryteria rozpoznania prawdopodobnego                                                                                 |
| ------------------------------------ | --- | --- |
| obraz histologiczny                  | martwica kęsowa bez cech uszkodzenia dróg żółciowych ani innych zmian typowych dla określonych jednostek chorobowych | martwica kęsowa bez cech uszkodzenia dróg żółciowych ani innych zmian typowych dla określonych jednostek chorobowych |
| cechy laboratoryjne                  | | |
| ALT, AST                             | wzrost | wzrost |
| ALP                                  | norma lub wzrost | norma lub wzrost |
| miedź i ceruloplazmina w surowicy    | norma | dopuszczalny wzrost                                                                                                  |
| żelazo i ferrytyna w surowicy        | norma | dopuszczalny wzrost                                                                                                  |
| α1-antytrypsyna                      | norma | dopuszczalny częściowy niedobór                                                                                      |
| globuliny                            | wzrost>1.5x | jakikolwiek wzrost                                                                                                   |
| autoprzeciwciała we krwi             | ANA, SMA, anty LKM-1 w mianie >1:80 (>1:20 u dzieci); bez AMA                                                        | ANA, SMA, anty LKM-1 w mianie >1:40 (u dorosłych) lub inne autoprzeciwciała (np. pANCA)                              |
| markery zakażenia HAV, HBV, HCV      | nieobecne | nieobecne |
| inne czynniki etiologiczne           | | |
| spożycie alkoholu                    | <25 g/d | <50 g/d |
| przyjmowanie leków hepatotoksycznych | nie | nie |

W przypadkach trudnych diagnostycznie stosuje się, łącznie z powyższymi kryteriami, system punktowy, w którym ocenia się m.in.: płeć, stosunek aktywności fosfatazy zasadowej do aminotransferaz, stężenie gammaglobulin, miano przeciwciał, markery wirusowe.

### Badania dodatkowe
- badania laboratoryjne:
  - wzrost aktywności AlAT i AspAT
  - zwiększone stężenie bilirubiny
  - zwiększone stężenie immunoglobulin G (IgG)
  - obecność autoprzeciwciał
    - przeciwciała przeciwjądrowe i SMA w mianie > 1:40
    - anty LKM-1, przy nieobecności ANA i SMA
    - pANCA – nieswoiste dla AZW
    - niewielki odsetek chorych nie ma w ogóle żadnych przeciwciał
- badanie histologiczne:
  - martwica kęsowa
  - nacieki z limfocytów i plazmocytów w przestrzeniach wrotnych
  - martwica przęsłowa – przy nadostrym przebiegu

### Rozpoznanie różnicowe
- wirusowe zapalenie wątroby
- polekowe zapalenie wątroby
- alkoholowe stłuszczenie wątroby
- niealkoholowe stłuszczenie wątroby
- pierwotne zapalenie dróg żółciowych
- pierwotne stwardniające zapalenie dróg żółciowych
- hemochromatoza
- choroba Wilsona
- niedobór alfa1-antytrypsyny

## Typy
| Typ                                       | Występowanie              | Przebieg                                                              | Odpowiedź na leczenie       | Obecność przeciwciał                          |
| ----------------------------------------- | ------------------------- | --------------------------------------------------------------------- | --------------------------- | --------------------------------------------- |
| typ I dawniej toczniowe zapalenie wątroby | częściej u osób dorosłych | łagodniejszy przebieg                                                 | dobra odpowiedź na leczenie | ANA, SMA, przeciwciała przeciwaktynowe        |
| typ II                                    | u dzieci i osób młodych   | agresywny przebieg częściej występują inne choroby autoimmunologiczne | zła odpowiedź na leczenie   | anty-LKM1                                     |
| typ III                                   | klinicznie jak typ I      | klinicznie jak typ I                                                  | klinicznie jak typ I        | inne niż w typie I i II (głównie anty-SLA/LP) |

## Warianty
- zespoły nakładania (zespoły overloap) – pacjenci z AZW, u których występują objawy innej choroby wątroby:
  - AZW i pierwotna marskość żółciowa
  - AZW i pierwotne stwardniające zapalenie dróg żółciowych
  - AZW i przewlekłe wirusowe zapalenie wątroby
- zespoły z pogranicza (zespoły outlier) – pacjenci z zapaleniem wątroby, z objawami autoimmunologicznymi, ale bez spełnionych kryteriów rozpoznania AZW:
  - autoimmunologiczne zapalenie dróg żółciowych
  - kryptogenne zapalenie wątroby

## Leczenie
W leczeniu stosuje się:
- glikokortykosteroidy:
  - prednizon
  - prednizolon
- azatiopryna

Bezwzględne wskazania do leczenia:
- aktywność AlAT > 10x powyżej górnej granicy normy
- aktywność AspAT > 5x powyżej górnej granicy normy
- martwica przęsłowa lub wielozrazikowa

Leczenie polega na indukcji remisji i wieloletnim leczeniu podtrzymującym. W celu indukcji podaje się duże dawki glikokortykosteroidów, dołączając później azatioprynę. Po spadku aktywności aminotransferaz stopniowo zmniejsza się dawkę sterydów. Po 2 latach leczenia i pozytywnym wyniku badania biopsyjnego można podjąć próbę całkowitego odstawienia GKS. Po kolejnych 2 latach można zmniejszyć dawkę azatiopryny (całkowite jej odstawienie jest raczej niewskazane).
Przy zaawansowanym procesie chorobowym jedyną skuteczną terapią jest przeszczepienie wątroby.

## Rokowanie
W przypadku wczesnego rozpoznania rokowanie jest pomyślne. Przewidywana długość życia jest zbliżona do przeciętnej. 

W przypadku marskości w ciągu 5 lat u większości chorych dojdzie do niewydolności wątroby.